# Lycodryas maculatus
Espèce
Synonymes
- Dipsadoboa maculata Günther, 1858
- Stenophis maculatus (Günther, 1858)
- Dipsas gaimardii var. comorensis Peters, 1874
- Lycodryas sanctijohannis Günther, 1879
- Lycodryas sanctijohannis var. mayottensis Boettger, 1913

Lycodryas maculatus est une espèce de serpents de la famille des Lamprophiidae.

## Répartition
Cette espèce est endémique de l'archipel des Comores. Elle se rencontre à Anjouan et Mayotte.

## Liste des sous-espèces
Selon The Reptile Database (8 mai 2015) :
- Lycodryas maculatus comorensis (Peters, 1874)
- Lycodryas maculatus maculatus (Günther, 1858)

## Publications originales
- Günther, 1858 : Catalogue of Colubrine Snakes in the Collection of the British Museum, London, p. 1-281 (texte intégral).
- Peters, 1874 "1873" : Über eine von Hrn. F. Pollen und van Dam auf Madagascar und anderen ostafrikanischen Inseln gemachte Sammlung von Amphibien. Monatsberichte der Königlich preussischen Akademie der Wissenschaften zu Berlin, vol. 1873, p. 792-795 (texte intégral).